# Megaselia sembeli
Megaselia sembeli är en tvåvingeart som beskrevs av Ronald Henry Lambert Disney 1986. Megaselia sembeli ingår i släktet Megaselia och familjen puckelflugor. Inga underarter finns listade i Catalogue of Life.